# Mai Murakami
Mai Murakami (en japonés: 村上茉愛, Murakami Mai; Sagamihara, 5 de agosto de 1996) es una deportista japonesa que compitió en gimnasia artística.
Participó en dos Juegos Olímpicos de Verano, obteniendo una medalla de bronce en Tokio 2020, en la prueba de suelo, y el cuarto lugar en Río de Janeiro 2016, en la prueba por equipos.
Ganó cinco medallas en el Campeonato Mundial de Gimnasia Artística entre los años 2017 y 2021.

## Palmarés internacional
| Juegos Olímpicos   | Juegos Olímpicos   | Juegos Olímpicos  | Juegos Olímpicos    |
| Año                | Lugar              | Medalla           | Prueba              |
| ------------------ | ------------------ | ----------------- | ------------------- |
| 2020               | Tokio (Japón)      | Medalla de bronce | Suelo               |
| Campeonato Mundial |                    |                   |                     |
| Año                | Lugar              | Medalla           | Prueba              |
| 2017               | Montreal (Canadá)  | Medalla de oro    | Suelo               |
| 2018               | Doha (Catar)       | Medalla de plata  | Concurso individual |
| 2018               | Doha (Catar)       | Medalla de bronce | Suelo               |
| 2021               | Kitakyushu (Japón) | Medalla de oro    | Suelo               |
| 2021               | Kitakyushu (Japón) | Medalla de bronce | Barra               |